# 甘沟话
甘溝話是使用于中華人民共和國青海省民和回族土族自治县甘沟乡的一种汉语方言。
甘沟乡基本是青海省的最东端，是甘肃-青海语言联盟的一部分。直到今日，汉族在当地的人数仍然是少数。许多当地汉族可能改过宗，祖先可能不是汉族。甘沟话系属于中原官话，也受到了来自土族语和安多语等少数民族语言的强烈影响，从土族语中借来了许多基础词汇，从土族语和藏语中借来了亲属词。此外，少数民族语言也对其句法有影响，如SOV语序和直接宾语后缀。
音韵细节与普通话有许多差异，不过并不清楚这些特点受少数民族语言多大影响。例如，零声母的齐齿呼和合口呼（y-和w-）分别发作[z]和[v]，“一”读作[zi]，“五”和“王”分别读作[vu]和[vã]。鼻韵尾-n和-ng之间没有差异，都变为元音的鼻化。龈颚音j、q、x组在i前与zi、ci、si合流，其余地方都是g、k、h。
甘沟话为联合国教科文组织认定的严重濒危语言，其具体使用人数不详。